# Флаг Джорджии
Флаг Джо́рджии (англ. Flag of Georgia) — один из символов американского штата Джорджия.
Флаг штата Джорджия, принятый 25 апреля 2003 года, представляет собой прямоугольное полотнище красного цвета, пересечённое полосой белого цвета. Все полосы равновелики. В крыже флага синий квадрат, занимающий по высоте две полосы. В центре квадрата изображён золотом герб с обратной стороны печати штата.
На гербе изображена арка, которую поддерживают три столба. Арка с надписью Constitution символизирует Конституцию, три подпирающих её столба символизируют три ветви власти: законодательную, исполнительную и судебную. Ленты со словами из девиза штата Wisdom, Justice, Moderation (с англ. — «Мудрость, Правосудие, Выдержка») обернуты вокруг столбов. Гвардеец, одетый в колониальную форму солдата времён американской революции, с поднятой саблей, стоит на защите Конституции. Внизу расположен девиз In God We Trust (с англ. — «Мы верим в Бога»), хотя этого девиза нет ни на печати, ни на гербе. Вокруг герба и девиза по окружности изображены тринадцать белых звёзд, символизирующих Джорджию и 12 других штатов, сформировавших Соединённые Штаты Америки.
Флаг часто называют «Звёзды и полосы Джорджии» по аналогии с первым флагом Конфедеративных Штатов Америки, на основе которого он был создан.

## История флага
Флаг штата Джорджия образца 1956 года содержит военный флаг Конфедерации. С течением времени это стало расцениваться немалым количеством жителей как ностальгия по Конфедеративным Штатам Америки и символ господства «белых», обосновывая это тем, что данный флаг был принят не во время Гражданской войны в США, а в 1956 году — во время борьбы за десегрегацию. Ещё в 1956 году поддержка флага не была единодушной, но многие соглашались с заявлением «Союза Дочерей Конфедерации», что замена флага обострит расовые противоречия.
Политическое давление, направленное на замену флага, усилилось в 1990-е годы, в особенности во время подготовительного периода к Олимпийским играм 1996 года, которые были проведены в столице Джорджии Атланте. National Association for the Advancement of Colored People (NAACP) сосредоточилась на флаге Джорджии как на главной проблеме, а некоторые деловые лидеры в Джорджии чувствовали, что негативное восприятие флага причиняет экономический вред штату. Многие жители и некоторые политические деятели Джорджии отказывались поднимать флаг 1956 года. Вместо них они поднимали предыдущие флаги штата.
В 2001 году губернатор Рой Барнс (Roy Barnes) поспешно провёл замену флага через Генеральную Ассамблею Джорджии. Было принято компромиссное решение: на новом флаге внизу на золотой ленте под словами «История Джорджии» были помещены уменьшенные версии предыдущих флагов штата — первый флаг Джорджии (до 1879 года), флаг 1916 года, спорный флаг 1956 года. Также были изображены первый (13 звёзд) и текущий (50 звёзд) флаги США.
В том же 2001 году Североамериканская вексиллологическая ассоциация в проведённом обзоре среди флагов Северной Америки большинством голосов признало флаг Джорджии (образца 2001 года) худшим, заявив, что флаг «нарушает все правила построения флага».
В 2003 году был принят текущий флаг.